# Elzéar und Delphina von Sabran

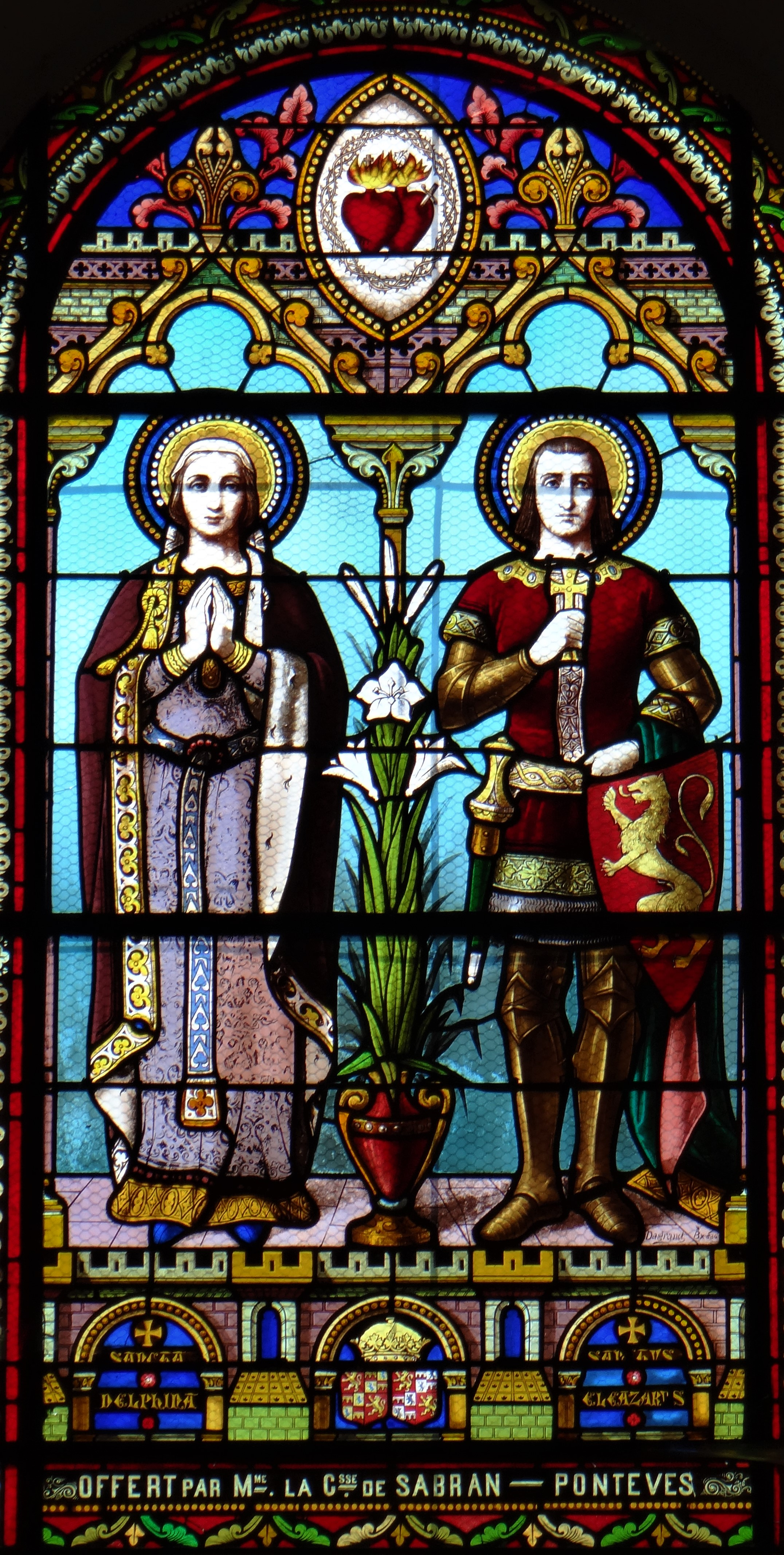
Buntglasfenster über dem Westportal der Kirche Saint-Saturn in Quinsac (Dordogne) mit einer Darstellung von Elzéar und Delphine von Sabran

Elzéar (deutsch auch Elzearius, Eléazar, Auzias, Elearius; * 1285 wahrscheinlich in Ansouis; † 27. September 1323 in Paris) und Delphina von Sabran (französisch auch Dauphine oder Delphina von Glandenes; * 1282 in Puimichel; † 26. November 1360 in Apt) waren ein katholisches französisches Ehepaar, das besonders wegen seines vorbildlichen Ehelebens und seiner Wohltätigkeit gegenüber den Armen bekannt ist. Sie waren beide Mitglieder des Dritten Ordens der Franziskaner. Elzéar wurde 1369 heiliggesprochen und die Seligsprechung seiner Frau Delphina 1694 bestätigt. Sein Gedenktag wird am 27. September begangen. Delphinas Fest wird bei den Franziskaner-Tertiaren als Nichtgebotener Gedenktag am 26. September begangen.

## Leben

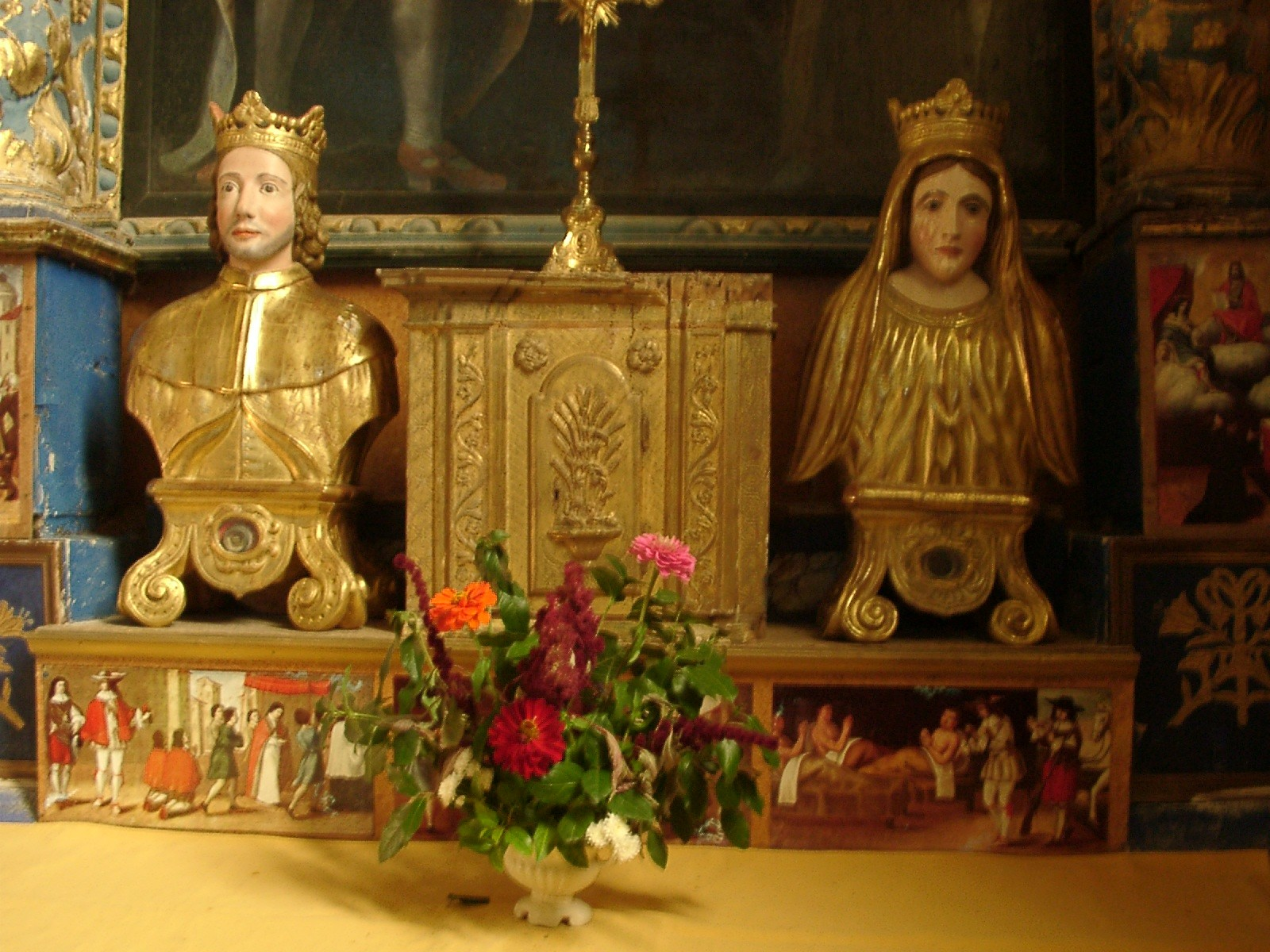
Büsten von Elzéar und Delphina von Sabran in der Franziskanerkirche Ansouis

### Elzéars Jugend
Elzéar, der Graf von Sabran und Ariano war, wurde als Kind zunächst von seinem Onkel in St-Victor in Marseille erzogen. Seine Frau Delphina heiratete der damals 14-Jährige 1299 aus politischen und besitzrechtlichen Gründen. Daraufhin verbrachte er einige Jahre am Königshof im damals neuen Castel Nuovo in Neapel, wo er ab 1310 als Erzieher des Herzogs Karl von Kalabrien fungierte. Elzéar wurde ebenfalls Pate des späteren Papstes Urban V. und gehörte für kurze Zeit dem königlichen Rat an. Nachdem er 1312 in Rom die Truppen Neapels gegen Kaiser Heinrich VII. anführte, konnte er im folgenden Jahr sein Erbe, die Grafschaft Ariano (das heutige Ariano Irpino), antreten.

### Delphinas Jugend
Delphina war die Tochter von Guillaume de Signes und Delphine de Barras. Sie wurde bereits als junges Mädchen eine Waise und in die Obhut ihrer Tante, der Äbtissin des Katharinenklosters in Sorbo in Montalcinello in der Toskana, übergeben, wo sie erzogen wurde. Nach ihrer Heirat wurde sie Hofdame bei Königin Sancha von Mallorca, der Frau Robert von Anjous.

### Heiligenmäßiges Eheleben
Bereits um 1314 kehrten Elzéar und Delphina nach Ansouis zurück, wo er sich gemeinsam mit seiner Frau dem frommen und wohltätigen Leben verschrieb. 1316 versprachen sich beide eine jungfräuliche Ehe, traten 1317 dem Dritten Orden der Franziskaner bei und führten ihr Leben im Gebet und mit guten Werken gegenüber den Armen. Ab 1317 lebten sie dann am Hof in Nespel, wo Elzearius als Berater wirkte.
Ab 1323 war Elzéar Gesandter des Königs von Neapel am französischen Hof in Paris, wo er jedoch plötzlich an einem schweren Fieber am 27. September 1323 verstarb. Nach der Überlieferung waren seine letzten Worte: Auch wenn die dämonischen Mächte stark sind, vergesst nie das Erlösungswerk Jesu Christi! Habt Mut, gelobt sei Gott, ich habe alles gewonnen.
Nach dem Tod ihres Mannes und dem Tod der Königin 1345 verkaufte Delphina ihren gesamten Besitz und gab den Erlös an die Armen. Die letzten 15 Jahre ihres Lebens verbrachte sie zurückgezogen in Apt in der Provence, wo sie am 26. November 1360 starb.

## Verehrung
Nach seinem Tod wurde Elzéar zuerst in der Minoritenkirche in Paris bestattet. Von dort wurden seine Überreste 1324 nach Apt überführt, wo Delphina lebte und später bei ihrem Mann bestatten wurde. Bereits sehr früh wurde das Ehepaar wegen seiner vorbildlichen Ehe und seiner Mildtätigkeit besonders im Adel verehrt. Neben ihrem gemeinsamen Grab in Apt werden in der Schlosskirche in Ansouis Reliquien von Elzéar aufbewahrt.

### Kanonisierung
Elzéar wurde wohl schon 1369 von seinem Patenkind, Papst Urban V., heiliggesprochen. Seine Kanonisierung wurde am 5. Januar 1371 von Urbans Nachfolger Gregor XI. verkündet.
Der 1323 eingeleitete Heiligsprechungsprozess Delphinas wurde nie abgeschlossen. Trotzdem wurde Delphinas Verehrung als Selige 1694 von Papst Innozenz XII. anerkannt.